# Bucking the Tiger (film 1921)
Bucking the Tiger è un film muto del 1921 diretto da Henry Kolker e interpretato da Conway Tearle e Winifred Westover. La sceneggiatura si basa su Bucking the Tiger, romanzo di Achmed Abdullah pubblicato a New York nel 1917.

## Produzione
Il film fu prodotto dalla Selznick Pictures Corporation.

## Distribuzione
Il copyright del film, richiesto dalla Selznick Pictures, fu registrato il 14 aprile 1921 con il numero LP16461. Distribuito dalla Select Pictures Corporation e presentato da Lewis J. Selznick, il film uscì nelle sale cinematografiche statunitensi nell'aprile 1921.